# Drie torens van San Marino

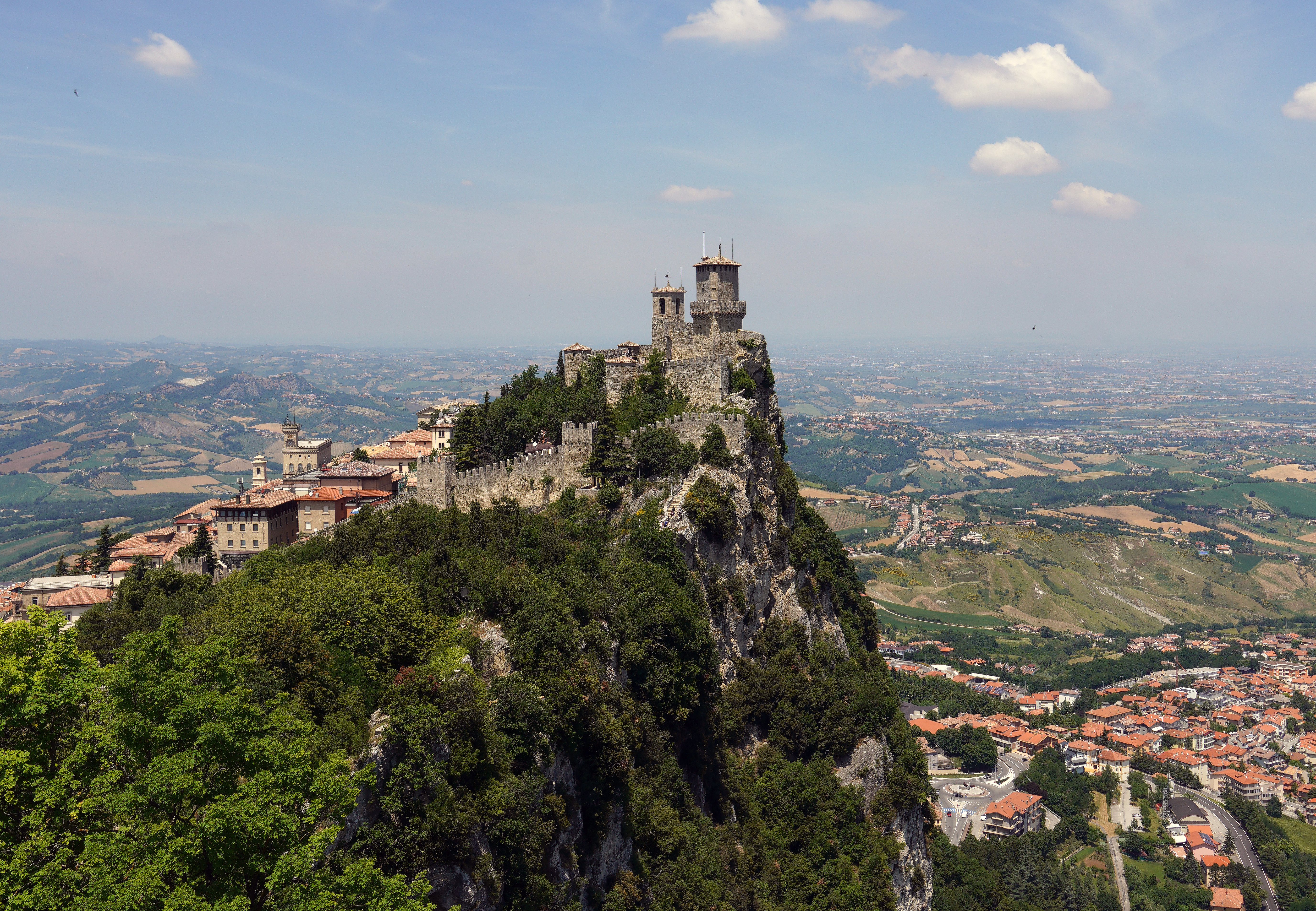
La Guaita

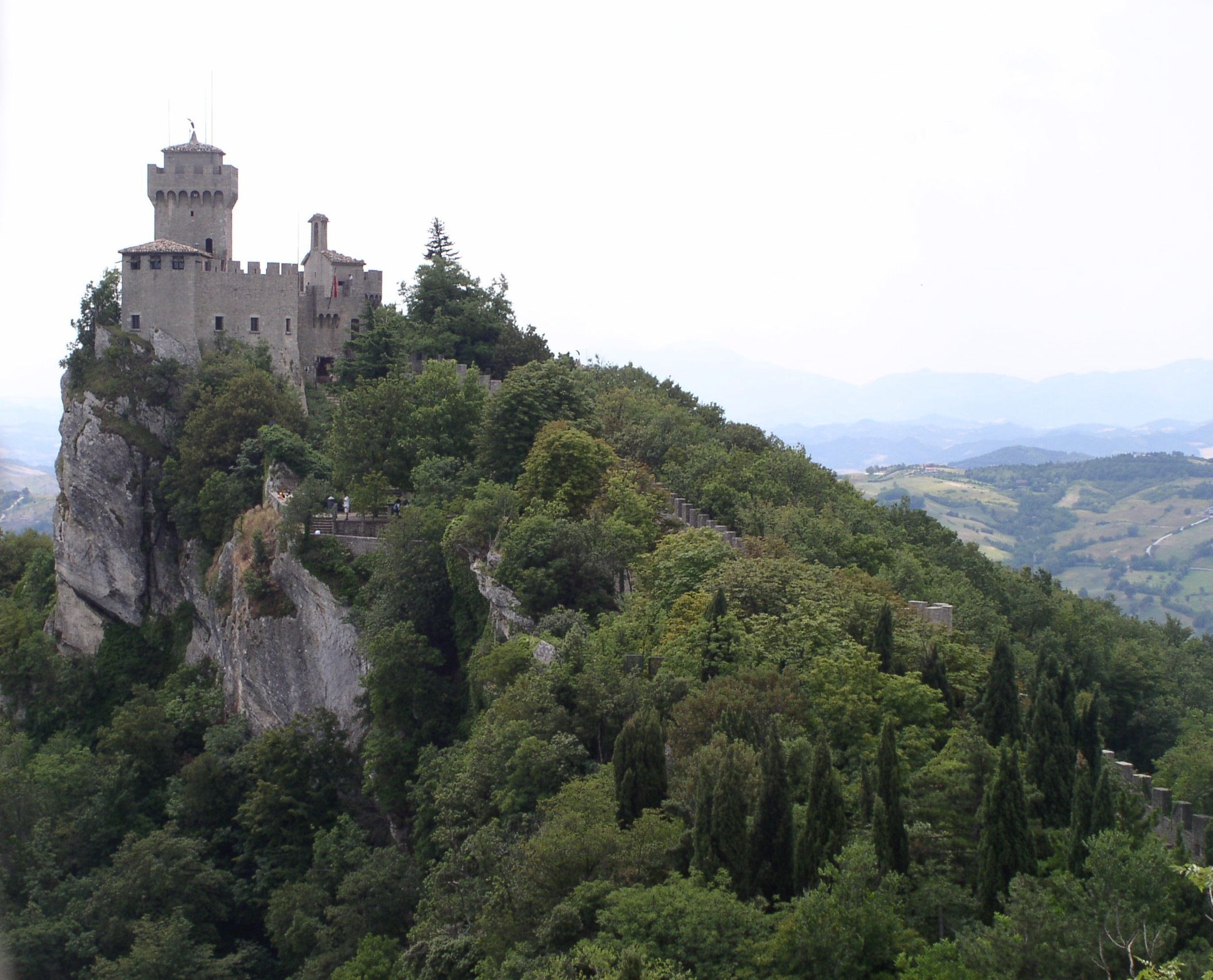
La Cesta

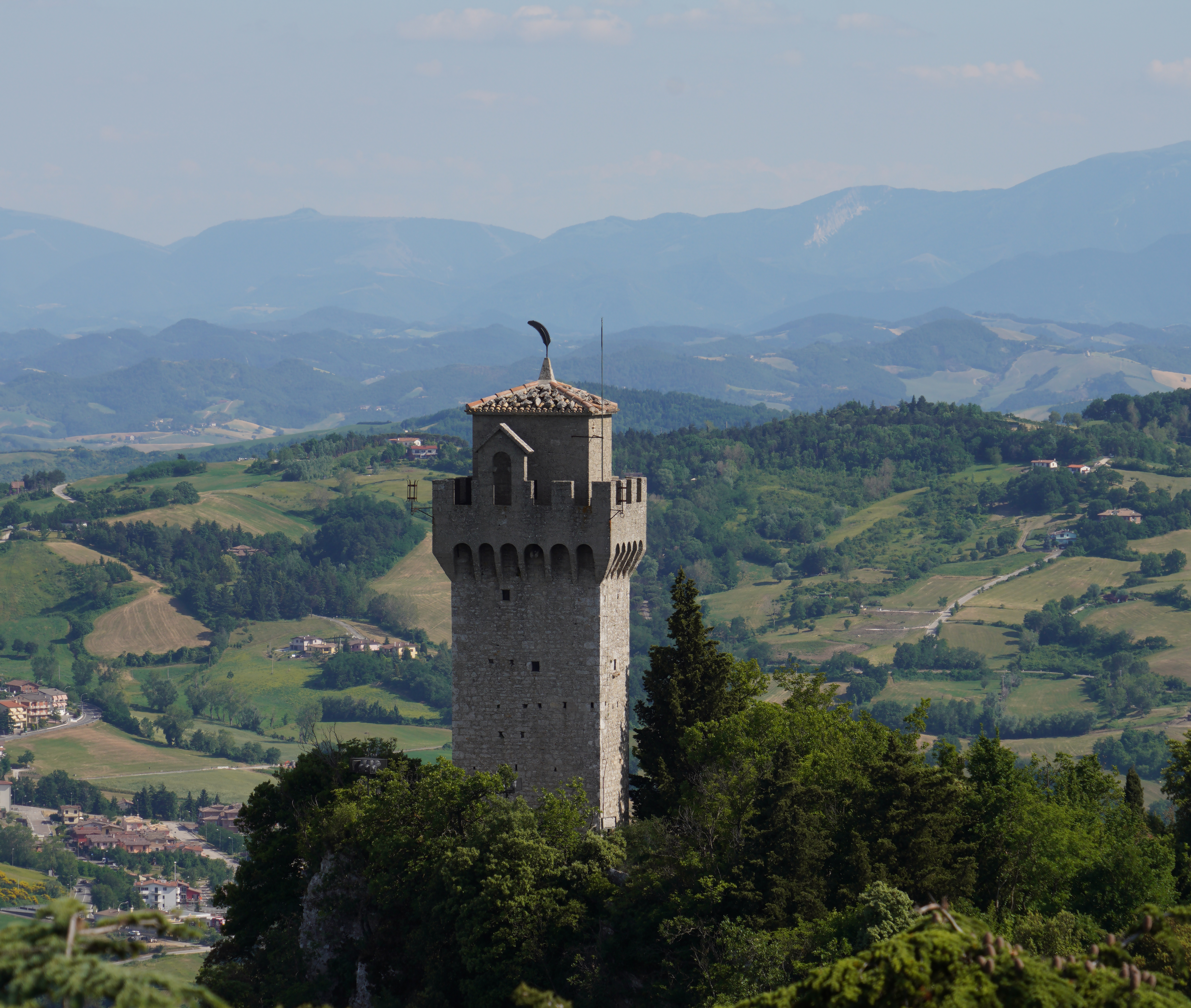
Il Montale

De Drie torens van San Marino vormen het belangrijkste nationale symbool van het ministaatje San Marino. Deze staan op de drie toppen van de berg Monte Titano.

## De torens
- La Guaita werd in de 11e eeuw gebouwd. Het heeft een tijd dienstgedaan als gevangenis.
- La Cesta werd in de 13e eeuw gebouwd. Sinds 1956 huisvest het een museum.
- Il Montale werd in de 14e eeuw gebouwd. Deze staat op de laagste top van de Monte Titano.

## Trivia
- Een lokaal recept is de Torta Di Tre Monti. Dit is een gelaagde chocoladetaart.
- De drie torens staan afgebeeld op het wapen van San Marino, dat centraal staat in de nationale vlag. Ook worden de torens getoond op de San Marinese euromunten.